# 李亚
李亚（1963年9月—），男，汉族，河南永城人，中华人民共和国政治人物。商丘地区商业学校毕业，郑州大学哲学系干部专修科毕业，天津大学管理系管理工程专业硕士研究生，华中科技大学管理学院管理科学与工程专业博士研究生学历，管理学博士。

## 生平
1980年12月参加工作。1983年10月加入中国共产党。历任共青团河南省委干事，主任干事，办公室副主任，宣传部部长、统战联络部部长，副书记，书记；中共许昌市委副书记、市长、市委书记等职。2013年1月，当选河南省人民政府副省长。2016年2月1日至2021年7月9日，兼任中共洛阳市委书记。2016年11月，任中共河南省委常委。2017年1月，辞去河南省人民政府副省长职务。2021年8月，任省委常委兼省委高校工委书记。同年10月29日，卸任中共河南省委常委。
2021年11月，任河南省人大常委会党组成员。2022年1月，当选为省人大常委会副主任。2023年1月，兼任河南省人大党组书记。